# Andrzej Artur Zamoyski

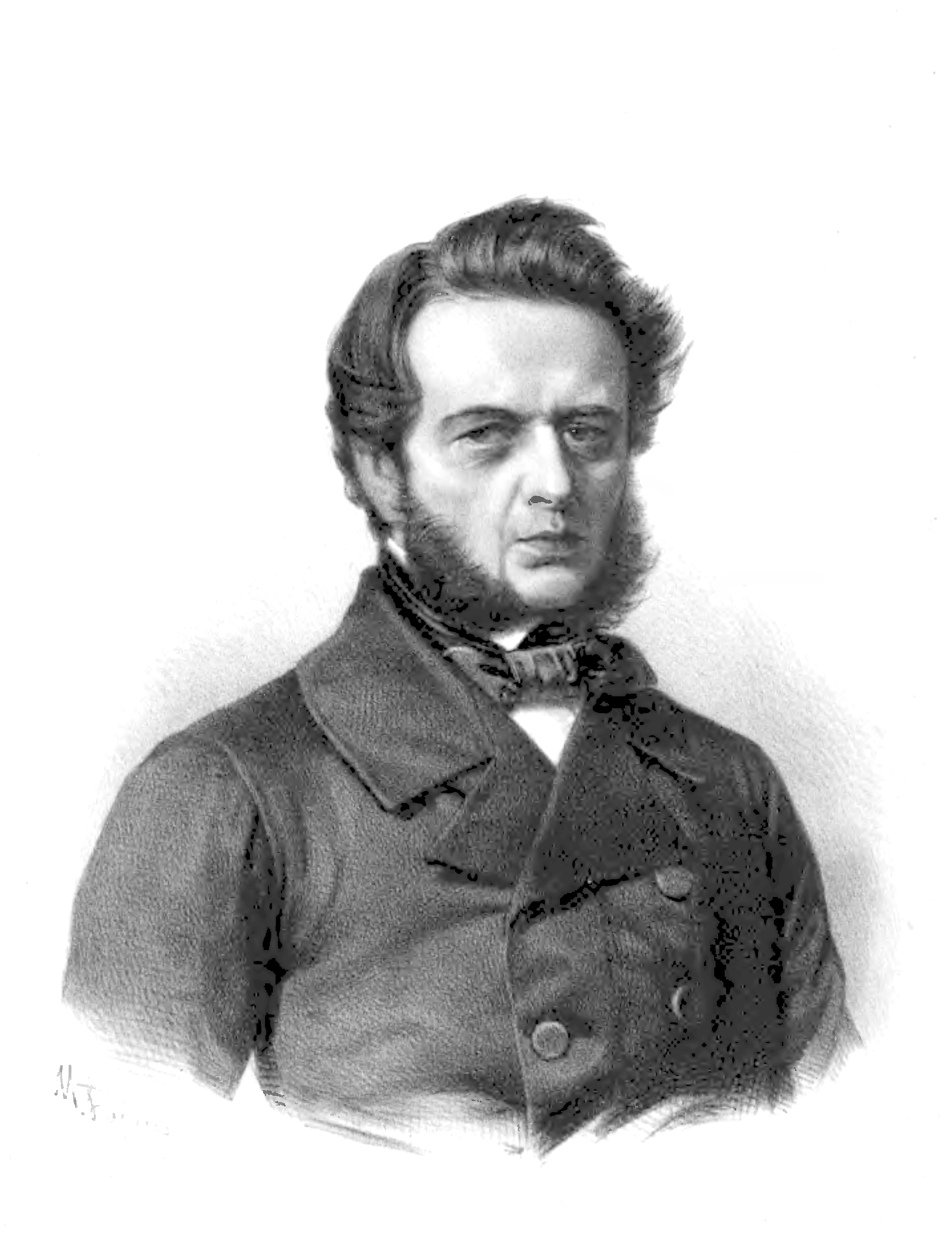
Andrzej Artur Zamoyski

Andrzej Artur Zamoyski (* 2. April 1800 in Wien; † 29. Oktober 1874 in Krakau) war ein polnischer Magnat und Politiker der Teilungszeit.

## Leben
Andrzej Zamoyski stammte aus der Magnatenfamilie der Zamoyski, sein jüngerer Bruder war der spätere General Władysław Stanisław Zamoyski. Er wurde in Paris, Genf und Edinburgh ausgebildet und 1823 Direktor des Departements für Landwirtschaft und Handel der Regierung von Kongresspolen. Während des Novemberaufstandes von 1830/31 wurde er von der Regierung der Aufständischen nach Wien entsandt, um dort um Unterstützung zu werben. 
Nach der Niederlage der Aufständischen zog er sich auf seine Besitzungen zurück und führte auf seinen Ländereien eine Reihe von Neuerungen ein. Er gab auch eine Zeitschrift zu wirtschaftlichen Themen heraus und setzte sich für die Einführung der Dampfschifffahrt auf der Weichsel ein. Er gründete am Hafen Czerniaków in Warschau selbst eine Werft zum Bau von Flussschiffen.
Im Jahr 1858 war er Gründer der Agrargesellschaft und war in den Folgejahren deren Präsident. Diese Organisation entwickelte sich unter seiner Leitung zur Repräsentation der eher gemäßigt adelig-konservativen politischen Kräfte in Kongresspolen. Sie hatte mehr als 4000 Mitglieder in 77 Distrikten. Sie war zeitweise das einflussreichste Sprachrohr der polnischen politischen Öffentlichkeit insgesamt. Die Organisation war fast so etwas wie ein Landtagsersatz. 
In Konkurrenz zu ihm als Sprecher der Gemäßigten trat Aleksander Wielopolski auf. Während dieser zunehmend in das Lager der Russen überging, blieb Zamoyski im Lager der Opposition und stieg während der Zeit der großen nationalen Demonstrationen zu Beginn der 1860er Jahre zu einem Führer der gemäßigten sogenannten „Weißen“ auf. Er bekämpfte nun die Politik von Wielopolski. Er musste nach St. Petersburg kommen und musste nach einem vergeblichen Gespräch mit dem Zaren ins Exil nach Frankreich gehen. Damit ging den Weißen in Polen ihr Führer verloren und der Einfluss der „Roten“ stieg, was zum Ausbruch des gescheiterten Januaraufstandes von 1863/64 führte.

## Familie
Zamoyski war seit dem 16. September 1824 mit Gräfin Rosa Zamoyska geb. Gräfin Potocka (* 16. Juni 1802; † 27. Oktober 1862 in Warschau) verheiratet.